# Katarzyna Skowrońska
Katarzyna Ewa Skowrońska-Dolata (Varsavia, 30 giugno 1983) è un'ex pallavolista polacca.
Giocava nel ruolo di schiacciatrice e opposto.

## Carriera
Katarzyna Skowrońska inizia la sua carriera pallavolistica da professionista come centrale nella stagione 2001-02, tra le file del Warta Poznań, in cui milita per due stagioni, in seguito alle quali si trasferisce nel Pilskie Towarzystwo Piłki Siatkowej di Piła, a cui si lega per due stagioni. Nel 2003 riceve le prime chiamata in nazionale, con cui ottiene due medaglie d'oro ai campionati europei.
Nella stagione 2005-06 si trasferisce in Italia firmando con la Vicenza Volley, mentre nella stagione successiva viene ingaggiata dall'Asystel con cui conquista una Coppa di Lega e dove effettua il cambio di ruolo da centrale ad opposto. Dopo due stagioni si passa alla Robursport Pesaro, con cui vince tutto il possibile in Italia: due campionati, una Coppa Italia ed una Supercoppa italiana.
Nella stagione 2010-11 lascia l'Italia e si sposta in Turchia ingaggiata dal Fenerbahçe con cui conquista una Coppa del Mondo per club, una Supercoppa turca ed un campionato. Nella stagione successiva si trasferisce in Cina, ingaggiata dal Guangdong Hengda Nuzi Paiqiu Julebu, col quale disputa due finali di campionato, aggiudicandosi uno scudetto e poi il campionato asiatico per club 2013.
Nella stagione 2013-14 passa al Rabitə Bakı Voleybol Klubu, club della Superliqa azera col quale vince due scudetti consecutivi, venendo premiata come MVP delle finali e miglior realizzatrice dopo il primo successo. Nel campionato 2014-15 torna in patria per vestire la maglia dell'Impel di Breslavia; con la nazionale arriva alla medaglia d'argento nei I Giochi europei, rinunciando infine alle convocazioni con la selezione polacca nel 2016, dopo 288 presenze.
Nella stagione 2016-17 è nuovamente in Italia, ingaggiata dal Volley Bergamo, in Serie A1, dove subisce la rottura del legamento crociato anteriore del ginocchio destro che la costringe ad interrompere anzitempo l'annata e ad un lungo periodo di stop; rientra infatti in campo dopo nove mesi disputando la stagione successiva coi colori del club brasiliano del Barueri, in Superliga Série A.
Nell'agosto 2019 annuncia il proprio ritiro dall'attività agonistica.

## Palmarès

### Club
- Campionato italiano: 2

2008-09, 2009-10
- Campionato turco: 1

2010-11
- Campionato cinese: 1

2011-12
- Campionato azero: 2

2013-14, 2014-15
- Coppa Italia: 1

2008-09
- Supercoppa italiana: 2

2008, 2009
- Supercoppa turca: 1

2010
- Coppa di Lega: 1

2007
- Campionato mondiale per club: 1

2010
- Campionato asiatico per club: 1

2013

### Nazionale (competizioni minori)
- Campionato europeo under 18 1999
- Campionato europeo under 19 2000
- Giochi europei 2015

### Premi individuali
- 2010 - Coppa del Mondo per club: MVP
- 2010 - Coppa del Mondo per club: Miglior realizzatrice
- 2014 - Superliqa azera: MVP delle finali
- 2014 - Superliqa azera: Miglior realizzatrice